# Robledo de Chavela
Robledo de Chavela er en by og kommune i det centrale Spanien i Madrid-regionen. Den har et indbyggertal på 4.725 (2024) indbyggere.